# Ковтун Сергій Іванович
Сергій Іванович Ковтун — український галерист, мистецтвознавець і громадський діяч у галузі культури, директор мережі художніх галерей «Раритет-Арт», координатор в Україні Міжнародного центру «Культурне надбання», дійсний член Національної технологічної академії України. Професійний військовий, полковник запасу.

## Відзнаки
Є кавалером:
- Офіцерського Хреста Ордену Святого Станіслава IV ступеня (2009)
- Командорського Хреста Ордену Святого Станіслава (2011).[3]